# Get It Right
«Get It Right» es una canción interpretada por el elenco de la serie estadounidense Glee, tomada de su sexta banda sonora Glee: The Music, Volume 5. Es cantada por Lea Michele quien interpreta personaje principal de la serie, Rachel Berry. La canción fue escrita por el productor musical de la serie Adam Anders, quien la creó junto con su esposa Nikki Hassman, y su compositor asociado Peer Åström. Anders y compañía escribieron la canción específicamente para Michele, quienes basaron la letra con la historia de Rachel. La canción fue lanzada con una serie de canciones de Glee en la iTunes Store el 15 de marzo de 2011. Musicalmente, «Get It Right» es una balada pop de piano impulsada, con influencias de country. Según Aly Semigran de MTV, la canción tiene similitudes con «Everytime» (2004) de Britney Spears.
Mientras que los críticos elogiaron la voz de Michele, no fueron tan receptivos a la canción en sí, ya que algunos la llamaron «opaca» y «aburrida». La letra de la canción gira en torno a las dudas sobre una relación perdida. La canción debutó en el número dieciséis en el Billboard Hot 100, y apareció en el top cuarenta en otros cuatro países. La interpretación de la canción apareció en el episodio de Glee «Original Song», que se estrenó el 15 de marzo de 2011, en donde Rachel (Michele) utilizó un micrófono deslumbrado, respaldada por Brittany Pierce (Heather Morris) y Tina Cohen-Chang (Jenna Ushkowitz).

## Antecedentes
El 23 de febrero de 2011, se anunció que en Glee, por primera vez, se utilizarían dos canciones originales, llamadas «Get It Right» y «Loser Like Me», en el episodio que se estrenaría el 15 de marzo del mismo año. «Get It Right» fue escrita por el productor musical de la serie Adam Anders, junto con su esposa Nikki Hassman y su compositor asociado Peer Åström. Según Anders, la canción fue diseñada específicamente para Michele y se basó en la historia del personaje de ella en la serie, Rachel Berry. Anders dijo a Entertainment Weekly, «El tipo de historia de Lea inspiró esa canción para mí». También dijo: 

«Básicamente, se trata de hacer todo bien y tienes buenos motivos con todo lo que estás haciendo, pero todo acaba saliendo mal. ¿Cuántas veces se tarda para que me salga bien?».

En una entrevista con TV Guide, Anders expresó los mismos sentimientos, respondiendo, «He visto la lucha de Rachel. Ella siempre está tratando de hacer lo correcto, o piensa que está tratando de hacer lo correcto, y siempre se comete un error». Anders también dijo que a esta canción «se le pide que las cosas vallan a salir bien», y comentó que era «emocional» y pensó que iba a llevar a la gente a llorar. «Get It Right» y «Loser Like Me» se estrenaron en On Air with Ryan Seacrest el 25 de febrero de 2011 y se interpretaron en el episodio «Original Song», el 15 de marzo del mismo año. La canción también fue lanzada en iTunes Store en los Estados Unidos el día del estreno del episodio. Durante la presentación de la canción en el episodio, Rachel Berry (Michele) aparece interpretando la canción con un micrófono deslumbrado, con un vestido azul, cinturón negro y botas, acompañada por Brittany Pierce (Heather Morris) y Tina Cohen-Chang (Jenna Ushkowitz) en el fondo.

## Composición
«Get It Right» es una balada pop «sombría» interpretada por Lea Michele. Becky Bain de Idolator dijo que la canción sonaba como si pudiera «vivir realmente» en el country airplay. De acuerdo con la partitura publicada en Musicnotes.com por TCF Music Publishing, «Get It Right» se encuentra en tempo común con un ritmo de 84 pulsaciones por minuto. Está compuesta en la tonalidad de si menor con el rango vocal de Michele que abarca desde la nota baja la2 a la nota alta mi4. La canción sigue la progresión armónica si menor–sol–re–la5. Brian Voerding de AOL Radio Blog dijo que la canción era «una balada de piano solitario respaldada por una rica orquestación, mejor clasificado [como] "tono clásico de diva"». Voerding también dijo que «las mordeduras de la voz limpia de Michele [...] se deslizan por encima de letra atemporal de duda sobre el amor perdido recientemente». Líricamente la canción está basada en la historia del personaje de Michele, Rachel Berry, que implica la observación de su ex, Finn Hudson (Cory Monteith), dejándola y luego volver con su exnovia Quinn Fabray (Dianna Agron). Según Aly Semigran de MTV News los primeros momentos de la canción son similares a «Everytime» de Britney Spears, y cuenta con un «aleteo de piano y voz entrecortada» que vienen «entrando por su cuenta». «Get It Right» habla de «todo el esfuerzo que pones en hacer las cosas bien, con buenas motivaciones, pero al final todo termina mal».

## Recepción

### Crítica

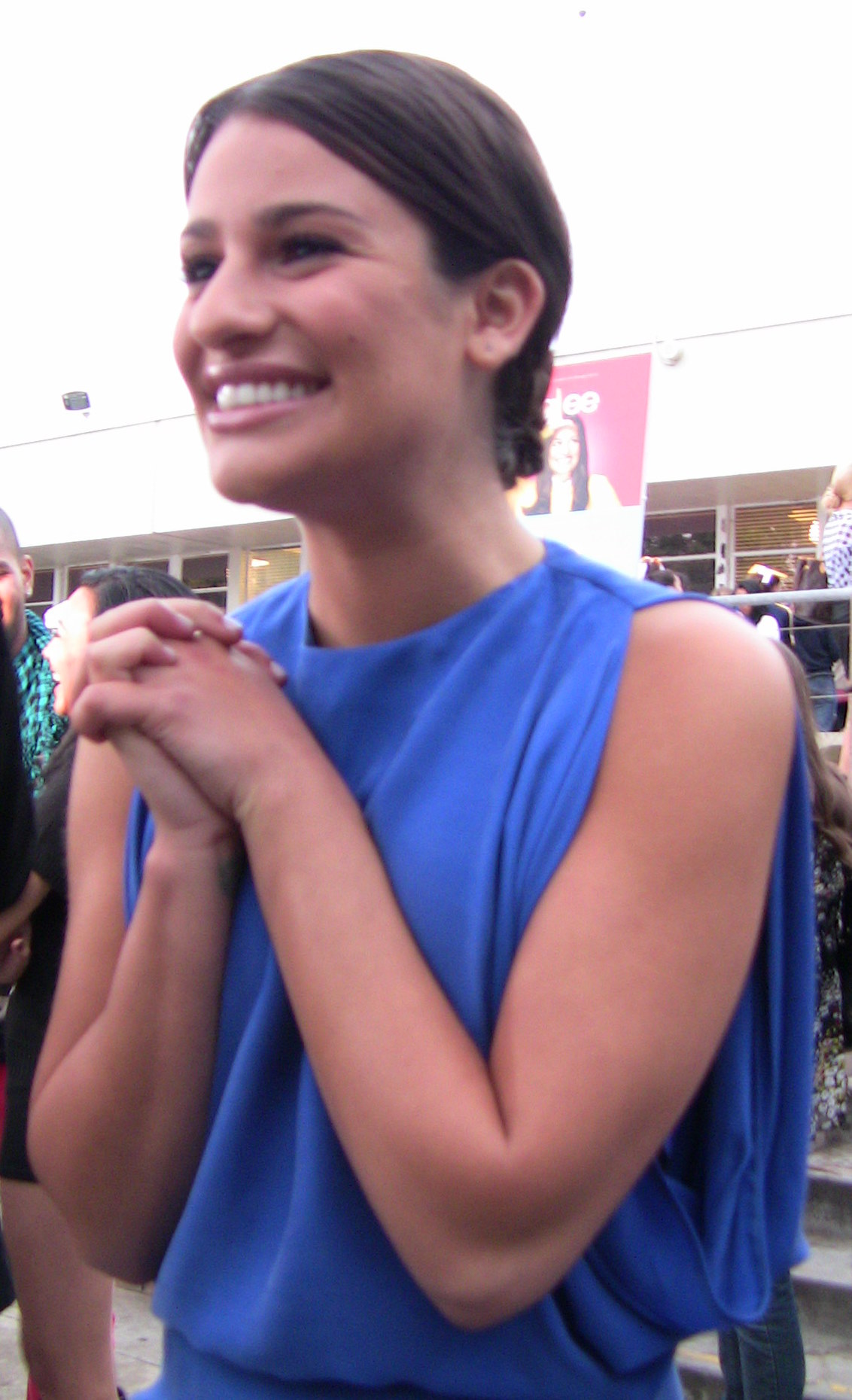
Lea Michele (en la imagen) recibió elogios de la crítica por su voz en «Get It Right».

Brian Voerding de AOL Radio Blog escribió «La voz de Michele es LA más versátil del elenco, caminando con confianza a través de gruñidos y susurros, proclamas y vacilantes gritos. Este sencillo, con la unidad de su melodía y la narrativa, no es una excepción». Kirsten Coachman del Seattle Post-Intelligencer llamó «fenomenal» a la voz de Michele, y comentó: «Me encanta cómo se frenó su voz, y luego construyó esa maravillosa nota gloriosa. Tengo seriamente escalofríos al escucharla». También comentó cómo la narrativa de la canción encaja con la historia de Michele en la serie. Christopher Rosen de Movieline escribió «Si te gusta la voz de Lea Michele, te gustará "Get It Right"». Becky Bain de Idolator dijo: «Éste, en comparación con el instante pegadizo "Loser Like Me", es un poco más decepcionante, aunque Lea lo mata [en buen sentido]». Jarret Wieselman de The New York Post dijo que «la voz de Lea Michele estaba en punto a lo largo de esta balada, pero sin ese ingrediente secreto, letras como my best intentions keep making a mess of things ["mis mejores intenciones de seguir haciendo un lío de cosas"] son mejores dejarlas para el diario de Rachel». Aunque ella lo llamó «aburrido» y dijo que era como cualquier otra balada de reflexión interpretada por Michele, Erica Futterman de Rolling Stone dijo que la canción podría encajar en el Top 40 de la radio. Melinda Newman de HitFix dijo que la canción era «encantadora, pero un poco aburrida». Durante su revisión del episodio, Todd VanDerrWerf de The A.V. Club alabó la voz de Michele, diciendo: «La primera canción que Rachel cantó en los regionales [...] era una balada poco bien hecha, el tipo de canción que puede ver a alguien como Rachel escribiendo y posteriormente cantando». James Poniewozik de la revista Time también elogió la voz de Michele y calificó la canción como «brillante».

### Comercial
En la semana del 26 de marzo de 2011, «Get It Right» debutó en el número dieciséis en el Billboard Hot 100 de Estados Unidos con 151 000 descargas digitales vendidas durante su primera semana. Esto también le permitió conseguir la sexta casilla en el Hot Digital Songs, también de Billboard. El debut de la canción fue parte de una serie de otros cinco estrenos de la serie que vendieron 712 000 descargas esa semana. Fuera de los Estados Unidos, la canción apareció en otros conteos de todo el mundo, debutando en el número veintitrés en el Canadian Hot 100, así como aparecer en el número treinta y cuatro en la lista de sencillos de Australia, y el número treinta y ocho y el treinta y uno en el Irish Singles Chart y el UK Singles Chart, respectivamente.

## Listas
| País (Lista)                       | Mejor posición |
| ---------------------------------- | -------------- |
| Australia (ARIA Singles chart)     | 34             |
| Canadá (Canadian Hot 100)          | 23             |
| Estados Unidos (Billboard Hot 100) | 16             |
| Estados Unidos (Hot Digital Songs) | 6              |
| Irlanda (Irish Singles Chart)      | 38             |
| Reino Unido (UK Singles Chart)     | 31             |